# Сікабе

42°2′19″ пн. ш. 140°48′57″ сх. д. / 42.03861° пн. ш. 140.81583° сх. д.
Сіка́бе (яп. 鹿部町, しかべちょう, МФА: [ɕi̥kabe t͡ɕoː]) — містечко в Японії, в повіті Каябе округу Осіма префектури Хоккайдо. Станом на 1 жовтня 2008 року площа містечка становила 110,61 км². Станом на 31 березня 2017 населення містечка становило 4051 осіб.